# Френкель, Лазарь Самойлович
Лазарь Самойлович Френкель (2 января 1904, Екатеринослав — 1 февраля 1978, Киев) — советский режиссёр театра и кино, сценарист.

## Биография
В 1923 году окончил Музыкально-драматический институт им. Н.Лысенко.
После окончания института работал в киевском театре «Березиль». В 1920-х гг. работал сценаристом и кинорежиссёром в Одессе, на студии ВУФКУ. После освобождения Киева работал в театре им. И. Я. Франко. С 1947 года работал режиссёром Украинской студии документальных фильмов.

## Фильмография

### Режиссёр
- 1929 — Сам себе Робинзон
- 1930 — Свой парень
- 1932 — Вместе с отцами
- 1934 — Красный платочек
- 1935 — Дивный сад
- 1936 — Том Сойер
- 1941 — Костёр в лесу (короткометражный)
- 1959 — В дружбе с трудом (документальный)
- 1963 — Золотые ворота (документальный)

### Сценарист
- 1927 — Одна ночь
- 1928 — Плотина прорвана (короткометражный)
- 1928 — Беспризорные
- 1929 — Сам себе Робинзон
- 1932 — Вместе с отцами
- 1941 — Костёр в лесу (короткометражный)

### Актёр
- 1926 — Вася-реформатор — служащий Шелухасиндиката
- 1933 — Любовь